# Pseudoschoenobius
Pseudoschoenobius är ett släkte av fjärilar. Pseudoschoenobius ingår i familjen Crambidae.
Kladogram enligt Catalogue of Life:
| Pseudoschoenobius | \| \| Pseudoschoenobius griseosparsa \| \| \| \| \| \| Pseudoschoenobius opalescalis \| \| \| \| |
|                   | \| \| Pseudoschoenobius griseosparsa \| \| \| \| \| \| Pseudoschoenobius opalescalis \| \| \| \| |
|                   | Pseudoschoenobius griseosparsa                                                                   |
|                   |                                                                                                  |
|                   | Pseudoschoenobius opalescalis                                                                    |
|                   |                                                                                                  |